# Galaxy Nexus
Samsung i9250 Galaxy Nexus (kódové označení „Maguro“, neoficiálně také Nexus Prime) je smartphone z řady Google Nexus, vyvinutý společnostmi Samsung a Google. Po modelech Nexus One a Nexus S jde o třetí telefon z řady Nexus a druhý, který vznikl díky spolupráci Googlu a Samsungu. Představení proběhlo za přítomnosti obou společností 19. října 2011 v Hongkongu zároveň s představením Androidu 4.0. Galaxy Nexus tak byl prvním zařízením s touto verzí.
Google přestal vydávat nové verze Androidu pro Galaxy Nexus od verze 4.4 (KitKat). Existuje nicméně neoficiální verze KitKat upravená pro Galaxy Nexus.
Zařízení bylo k dispozici od začátku prosince 2011 do roku 2013. Nástupcem se stal Nexus 4, který vznikl ve spolupráci Google a LG a prodával se především přes Google Play.